# Paolo Magnani
Pour les articles homonymes, voir Magnani.
Paolo Magnani, né le 31 décembre 1926 à Pieve Porto Morone (province de Pavie, Lombardie) et mort à Trévise (Vénétie) le 5 novembre 2023, est un évêque catholique italien, évêque de Trévise de 1988 à 2003.

## Biographie
Né à Pieve Porto Morone (Italie) le 31 décembre 1926, Paolo Magnani est ordonné prêtre le 29 juin 1951.

### Évêque

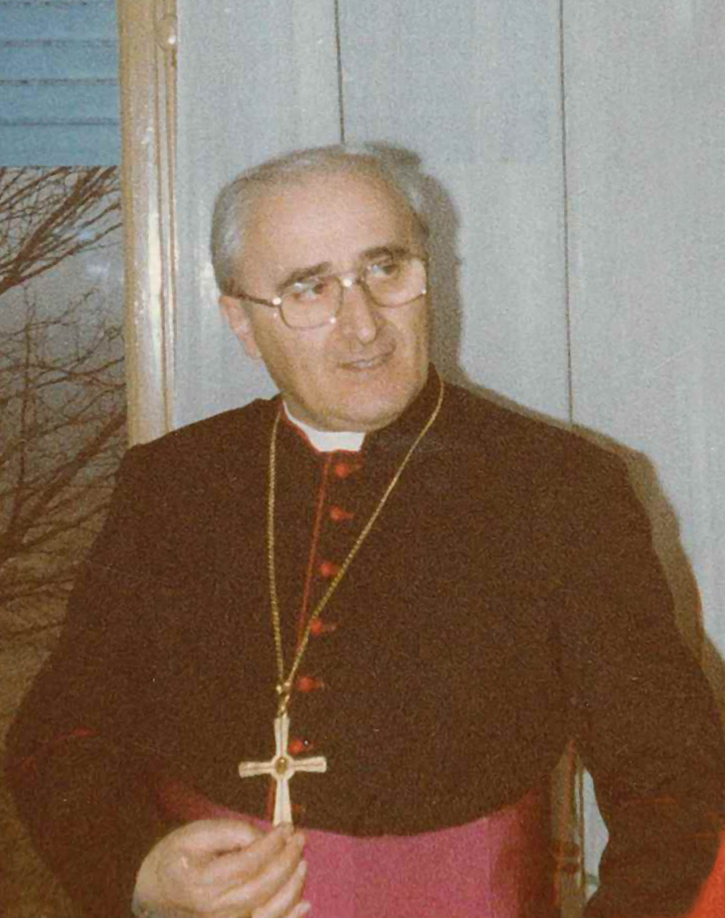
Paolo Magnani en 1982.

Nommé évêque de Lodi par Paul VI le 27 juillet 1977, Paolo Magnani est consacré évêque par le cardinal Antonio Poma le 10 septembre 1977. Il est transféré à Trévise le 19 novembre 1988. Il se retire de cette charge le 18 janvier 2004.
Au sein de la Conférence épiscopale italienne, il est membre de la commission épiscopale pour la doctrine de la foi, l'annonce et le catéchisme.
Le 31 décembre 2016, il fête ses 90 ans, et le 2 janvier 2017, un hommage lui est rendu à Trévise lors d’une concélébration solennelle dans l'église Sainte-Agnès (it).

### Mort
Paolo Magnani meurt le 5 novembre 2023 à Trévise, à l'âge de 96 ans.

## Devise épiscopale
« Propter vos in persona Christi » (Pour vous en la personne du Christ).

## Généalogie épiscopale
- Cardinal Antonio Poma † (1951)
- Carlo Allorio (it) † (1942)
- Giuseppe Castelli (it) † (1911)
- Cardinal Agostino Richelmy † (1886)
- Cardinal Gaetano Alimonda † (1877)
- Mgr Salvatore Magnasco (it) † (1868)
- Cardinal Gustav Adolf von Hohenlohe-Schillingsfürst † (1857)
- Pape Pie IX † (1827)
- Pape Pie VIII † (1800)
- Cardinal Giuseppe Maria Doria Pamphilj † (1773)
- Cardinal Buenaventura Córdoba Espinosa de la Cerda † (1761)
- Manuel Quintano Bonifaz † (1749)
- Cardinal Enrique Enríquez † (1743)
- Pape Benoit XIV † (1724)
- Pape Benoit XIII, O.P. † (1675)
- Cardinal Paluzzo Paluzzi Altieri Degli Albertoni † (1666)
- Cardinal Ulderico Carpegna † (1630)
- Cardinal Luigi Caetani † (1622)
- Ludovico Ludovisi † (1621)
- Mgr Galeazzo Sanvitale † (1604)
- Cardinal Girolamo Bernerio, O.P. † (1586)
- Cardinal Giulio Antonio Santorio † (1566)
- Cardinal Scipione Rebiba †